# Мысовое (озеро, Ленинградская область)
Мысовое (фин. Ylätinjärvi) — озеро на территории Каменногорского городского поселения Выборгского района Ленинградской области.

## Общие сведения
Площадь озера — 2 км². Располагается на высоте 39,5 метров над уровнем моря.
Форма озера лопастная, продолговатая: вытянуто с севера на юг. Берега изрезанные, каменисто-песчаные, местами заболоченные.
Из южной оконечности озера вытекает безымянный водоток, впадающий в озеро Сысоевское, из которого берёт начало река Лазурная, впадающая в озеро Мелководное, из которого вытекает протока Кивистёнсалми, впадающая в озеро Луговое, из которого вытекает безымянная протока, втекающая в реку Вуоксу.
В озере порядка десяти островов различной площади. Через безымянный, наиболее крупный по площади, остров, расположенный в северном заболоченном заливе Харвианлахти (фин. Harvianlahti), проходит линия железной дороги Выборг — Хийтола — Вяртсиля. Второй по величине остров Нуоттасаари (фин. Nuottasaari) расположен в юго-западной стороне озера.
Код объекта в государственном водном реестре — 01040300211102000012011.